# Občina Ajdovščina
Občina Ajdovščina (slovinsky Občina Ajdovščina) je jednou z 212 slovinských občin. Nachází se v Gorickém regionu (slovinsky Goriška regija). Správním centrem je Ajdovščina.

## Sídla
- Ajdovščina
- Batuje
- Bela
- Brje
- Budanje
- Cesta
- Col
- Črniče
- Dobravlje
- Dolenje
- Dolga Poljana
- Gaberje
- Gojače
- Gozd
- Grivče
- Kamnje
- Kovk
- Kožmani
- Križna Gora
- Lokavec
- Male Žablje
- Malo Polje
- Malovše
- Otlica
- Planina
- Plače
- Podkraj
- Potoče
- Predmeja
- Ravne
- Selo
- Skrilje
- Stomaž
- Šmarje
- Tevče
- Ustje
- Velike Žablje
- Vipavski Križ
- Višnje
- Vodice
- Vrtovin
- Vrtovče
- Zavino
- Žagolič
- Žapuže